# Келані

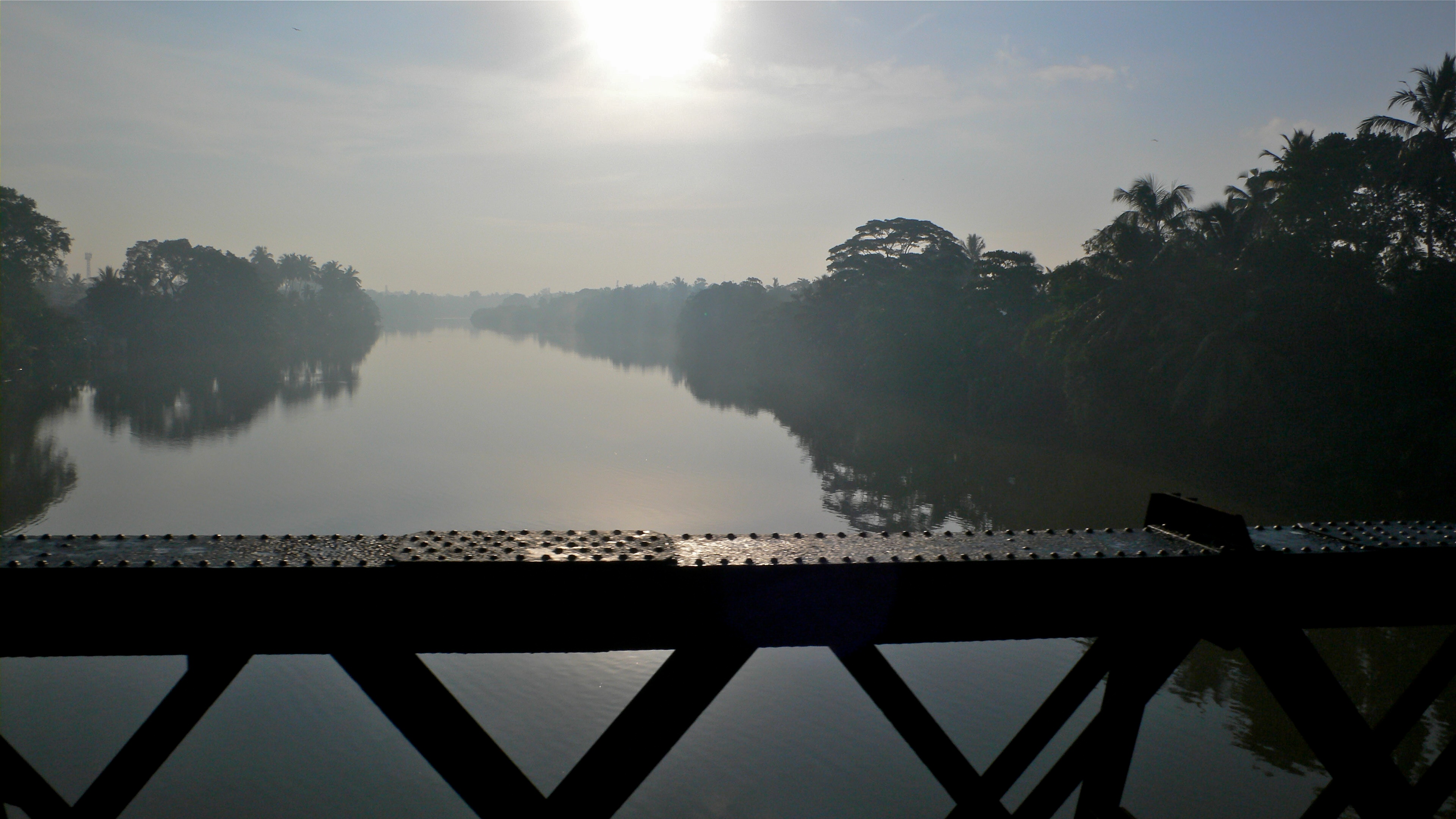
Келані

Келані — річка на Шрі-Ланці.

## Географія
Річки Шрі-Ланки в основному короткі, вони починаються в Центральному масиві та в верхніх ділянках мають швидкі течії. В гірських районах чимало водоспадів. У період дощів річки стрімко розливаються по рівнині, викликаючи іноді катастрофічні повені. На багатьох з них побудовані водосховища.
Річки Келані і Махаоя течуть до західного берега, Валаве і Нілвала — до південного, Гал і Ян — до східного. Найдовша річка Махавелі починається на південному заході Центрального масиву і сягає узбережжя південніше Трінкомалі на північному сході країни

## Опис річки
Келані — річка довжиною 145 кілометрів. Річка є четвертою за довжиною річкою в країні, бере початок від гори Адамов Пік і впадає в Лаккадівське море у Коломбо. Протікає по округах Нувара-Елія, Ратнапура, Кегалле, Гампаха і Коломбо.
Річка Келані протікає через провінцію Сабарагамува. Свою популярність останнім часом вона набула завдяки рафтингу. Багато любителів екстриму роблять свій вибір на користь відвідування цього місця.

## Клімат
Завдяки теплим водам річки, повітря тут не сухе, а завжди насичений вологою. Тому тут в долинах річки Келані, в особливих кліматичних умовах росте чай.  Чайне листя росте в максимально комфортних умовах. Вони вдосталь отримують і сонячні променів, і живильної вологи.Тому чай з плантацій Келані має витончений смак та аромат.